# هولتسدورف
هولتسدورف (به آلمانی: Holzdorf) یک شهر در آلمان است که در رندسبورگ-اکرنفورده واقع شده‌است.
 هولتسدورف  ۹۲۰ نفر جمعیت دارد.